# Spoorlijn Košice – Muszyna

Kaart van de Slowaakse Spoorwegen

De spoorlijn Košice – Plaveč – Muszyna (lijn nummer 188) is een enkelsporige geëlektrificeerde hoofdlijn in Slowakije die Košice via Prešov en Plaveč met de Poolse grensstad Muszyna verbindt. Het traçe van deze lijn splitst in Kysak af, van lijn 180 (Žilina – Košice), en leidt naar de Poolse staatsgrens nabij Orlov, waar ze overgaat in de Poolse Tarnów-Leluchów-spoorlijn. De route maakt deel uit van de pan-Europese spoorwegcorridor IX.

## Geschiedenis

### Aanleg
Tijdens de tweede helft van de 19e eeuw werden verscheidene spoorlijnen tussen de regio's van Hongarije verwezenlijkt. Het noordoosten van het land werd niet buiten beschouwing gelaten. Op 30 mei 1870 werd beslist om een spoorweg van Prešov naar Tarnów aan te leggen via Plaveč, Orlov en Muszyna. 
De sectie van Kysak naar Prešov werd reeds op 1 september 1870 geopend, door de Kassa-Oderbergi Vasút (Košice-Oderberg-spoorweg). 
Het gedeelte van Prešov tot de Poolse staatsgrens werd aangelegd door de Eperjes-Tarnów-spoorweg. De sectie van Prešov tot Orlov was op 3 april 1873 gereed en werd op 1 mei 1873 in gebruik genomen. 
In 1874 werd ook het gedeelte van Orlov in de richting van Muszyna aangelegd, maar de exploitatie ervan begon pas op 18 augustus 1876, toen het Galicische deel vanuit Tarnów onder de benaming Tarnów-Leluchów-staatsspoorweg  in gebruik werd genomen.

### Elektrificatie
Het vak Kysak - Prešov werd in 1978 geëlektrificeerd. Het traject van Plaveč naar de grensstad Muszyna volgde in 1988. In de tussenliggende sectie van Prešov naar Plaveč werd de elektrische tractie niet eerder dan in 1996-1997 gerealiseerd.

### Treindienst
Vanaf 13 december 2010 tot 29 juni 2019 werd het grensverkeer voor passagierstreinen opgeschort. Sedertdien rijden er echter opnieuw passagierstreinen van Slowakije naar Polen en omgekeerd, meer bepaald van Poprad-Tatry naar Muszyna, tijdens de weekends van juni tot september en van december tot maart.

## Stations en haltes
De volgende stations (s) en stopplaatsen worden bediend:
- Košice (s)

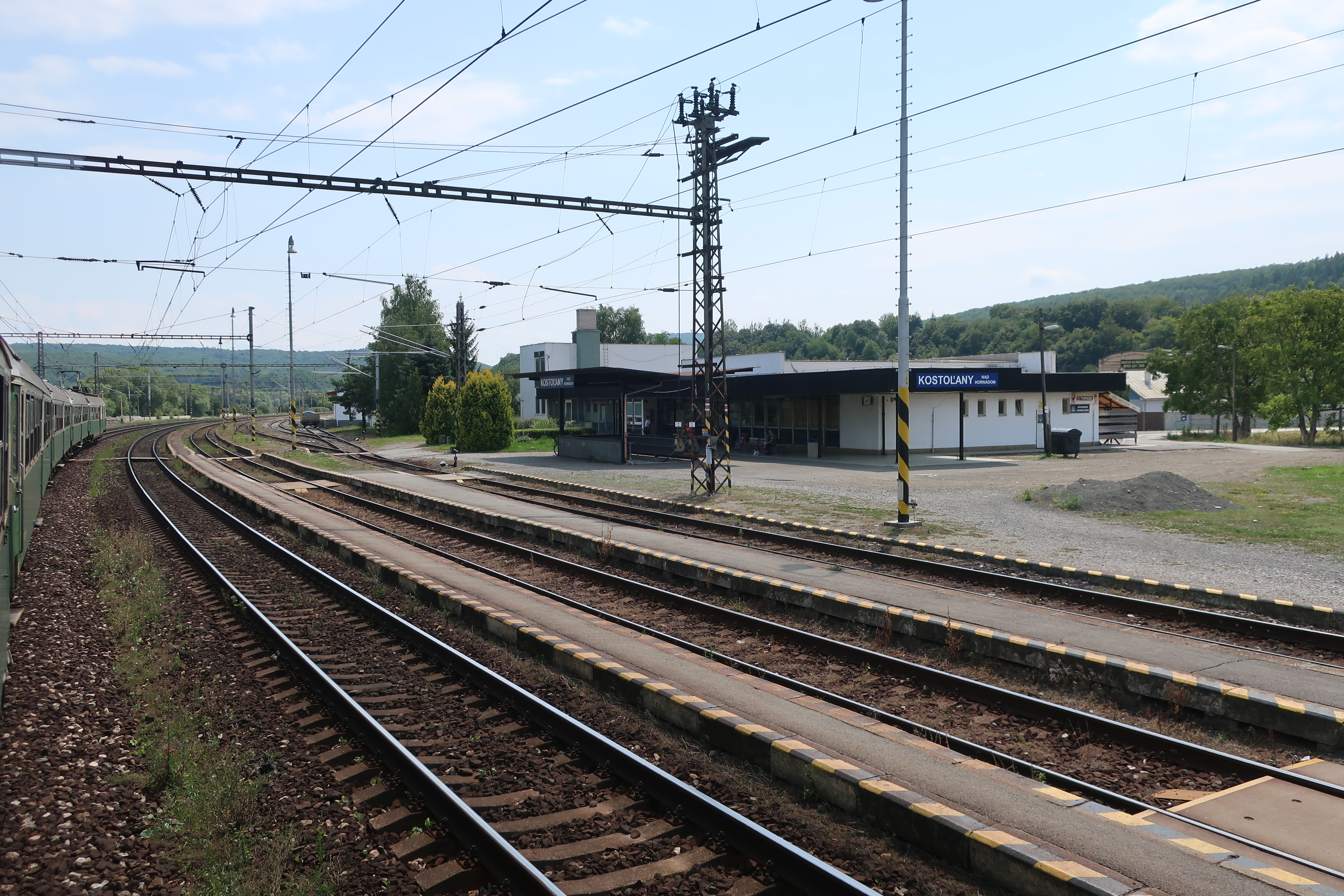
Station Kostoľany (2019)

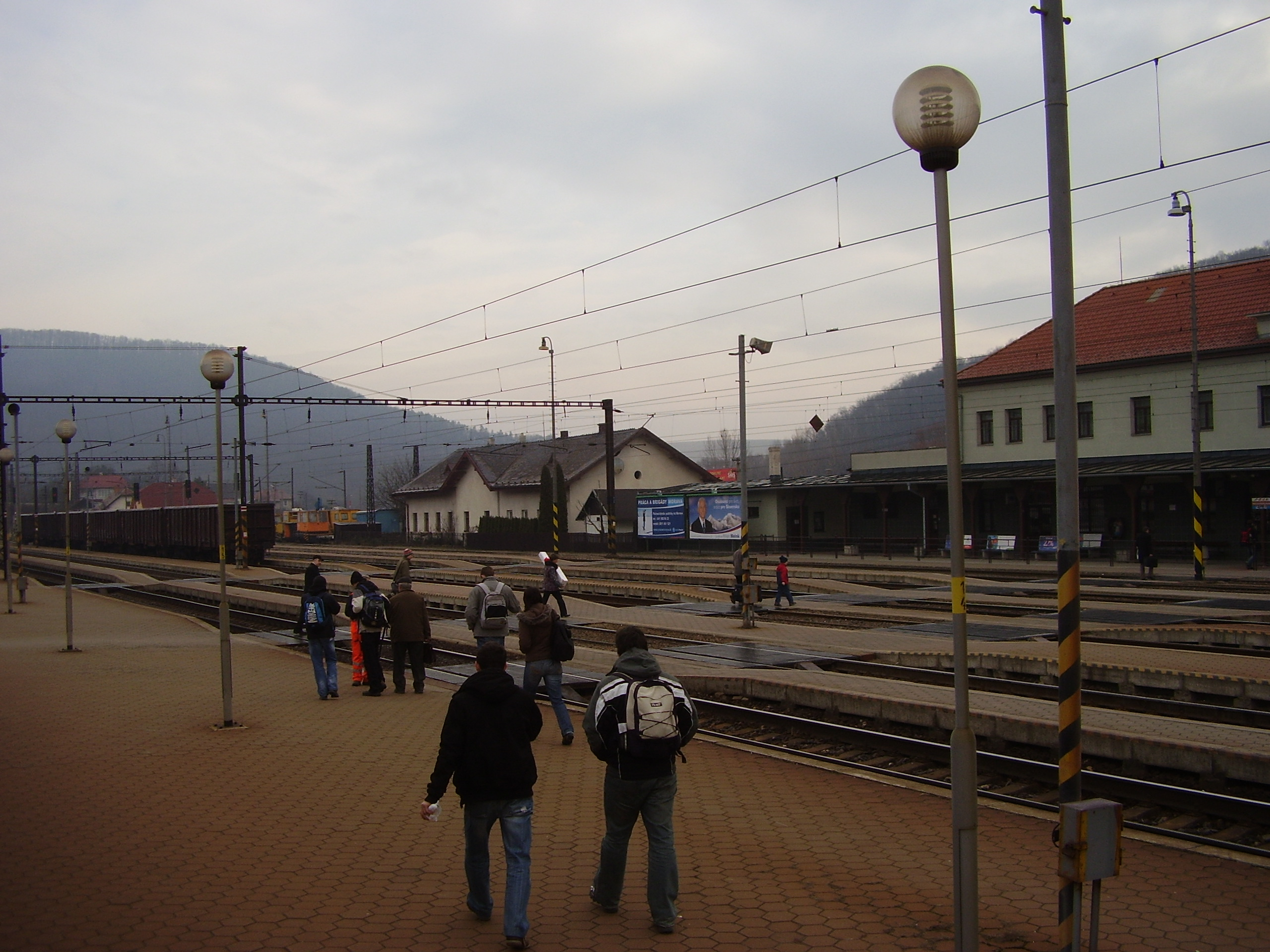
Station Kysak

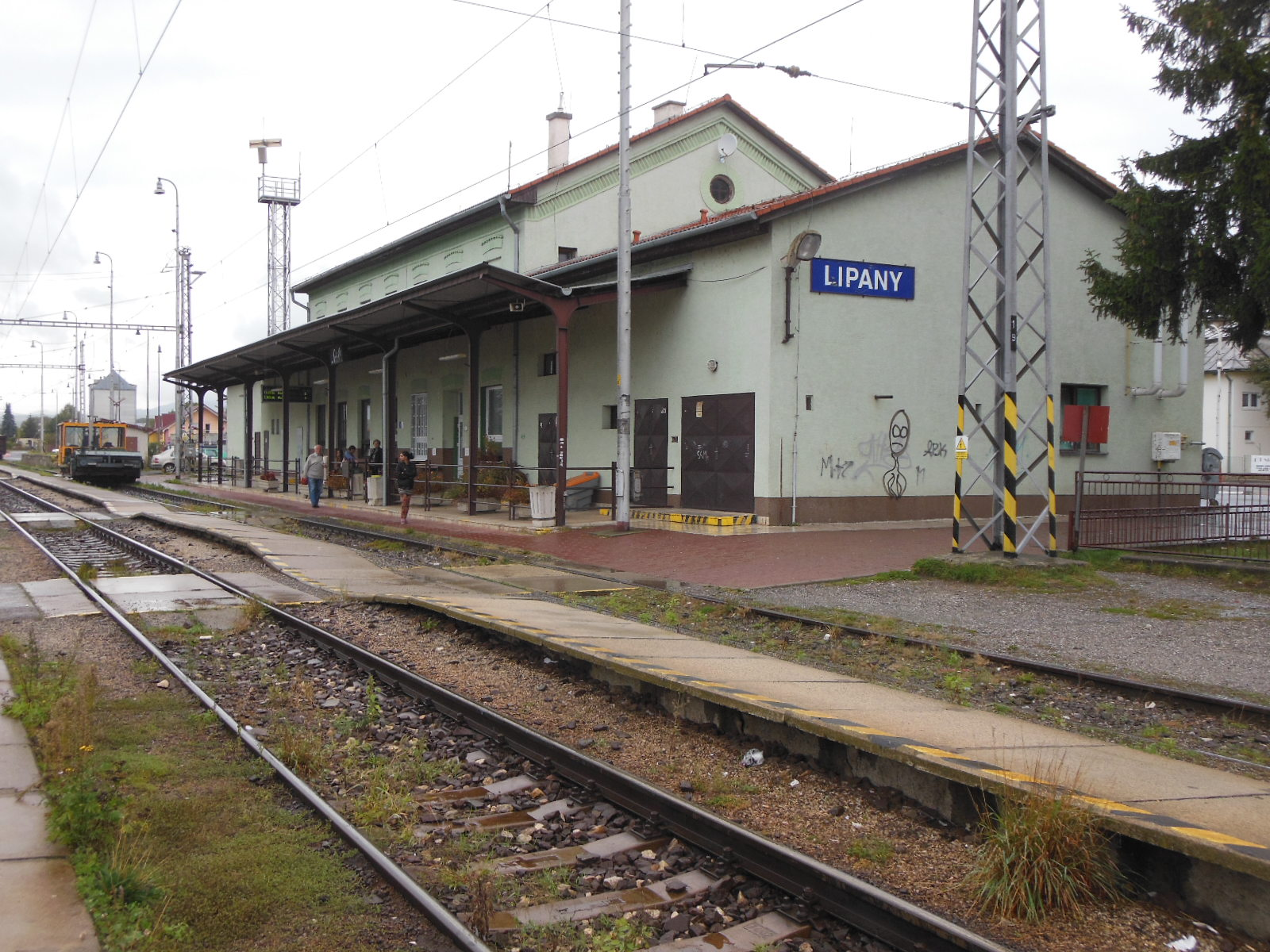
Station Lipany

  - vertakking naar spoorlijn:
    - 160 (Zvolen – Košice),
    - 169 (Košice – Hidasnémeti),
    - 180 (Žilina – Košice)
    - 190 (Košice – Čierna nad Tisou)
- Ťahanovce
- Kostoľany nad Hornádom
- Trebejov
- Kysak (s)
  - vertakking naar spoorlijn 180 (Žilina – Košice)
- Obišovce
- Ličartovce (s)
- Drienovská Nová Ves obec
- Drienovská Nová Ves (s)
- Kendice
- Haniska pri Prešove
- Prešov (s)
  - vertakking naar spoorlijn:
    - 193 (Prešov – Humenné),
    - 194 (Prešov – Bardejov)

- Prešov mesto
- Veľký Šariš (s)
- Šarišské Michaľany
- Orkucany
- Sabinov (s)
- Pečovská Nová Ves
- Červenica
- Rožkovany
- Lipany (s)
- Krivany
- Pusté Pole (s)
- Ďurková
- Ľubotín
- Plaveč (s)
  - vertakking naar spoorlijn 185 (Poprad-Tatry – Plaveč)
- Orlov
- Čirč
  - staatsgrens Slowakije - Polen
- Muszyna (s) (Polen)
  - vertakking naar spoorlijn Krynica-Zdrój – Nowy Sącz (Polen)